# 칼라 스테이

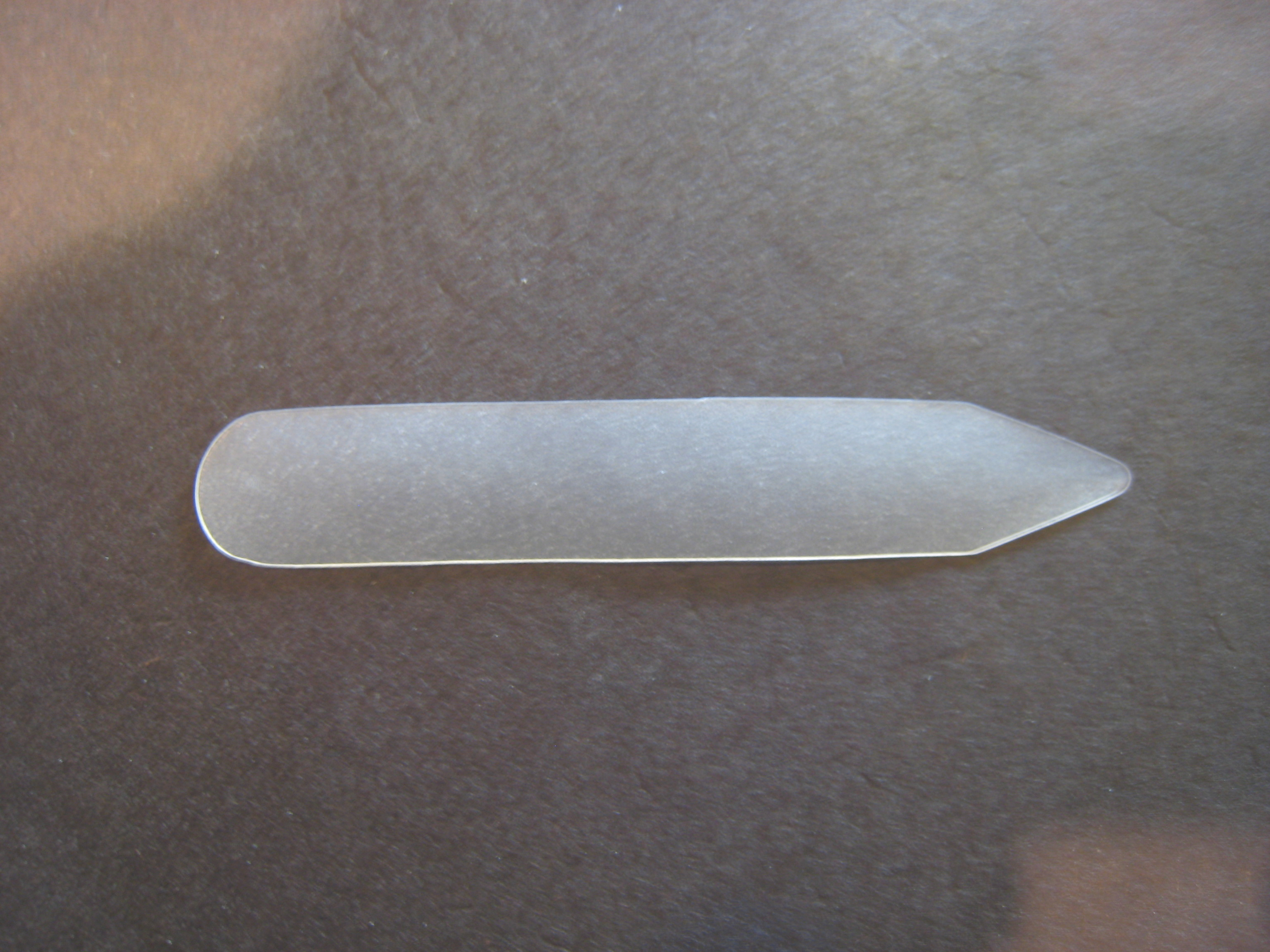
셔츠 깃에서 제거된 플라스틱 칼라 스테이

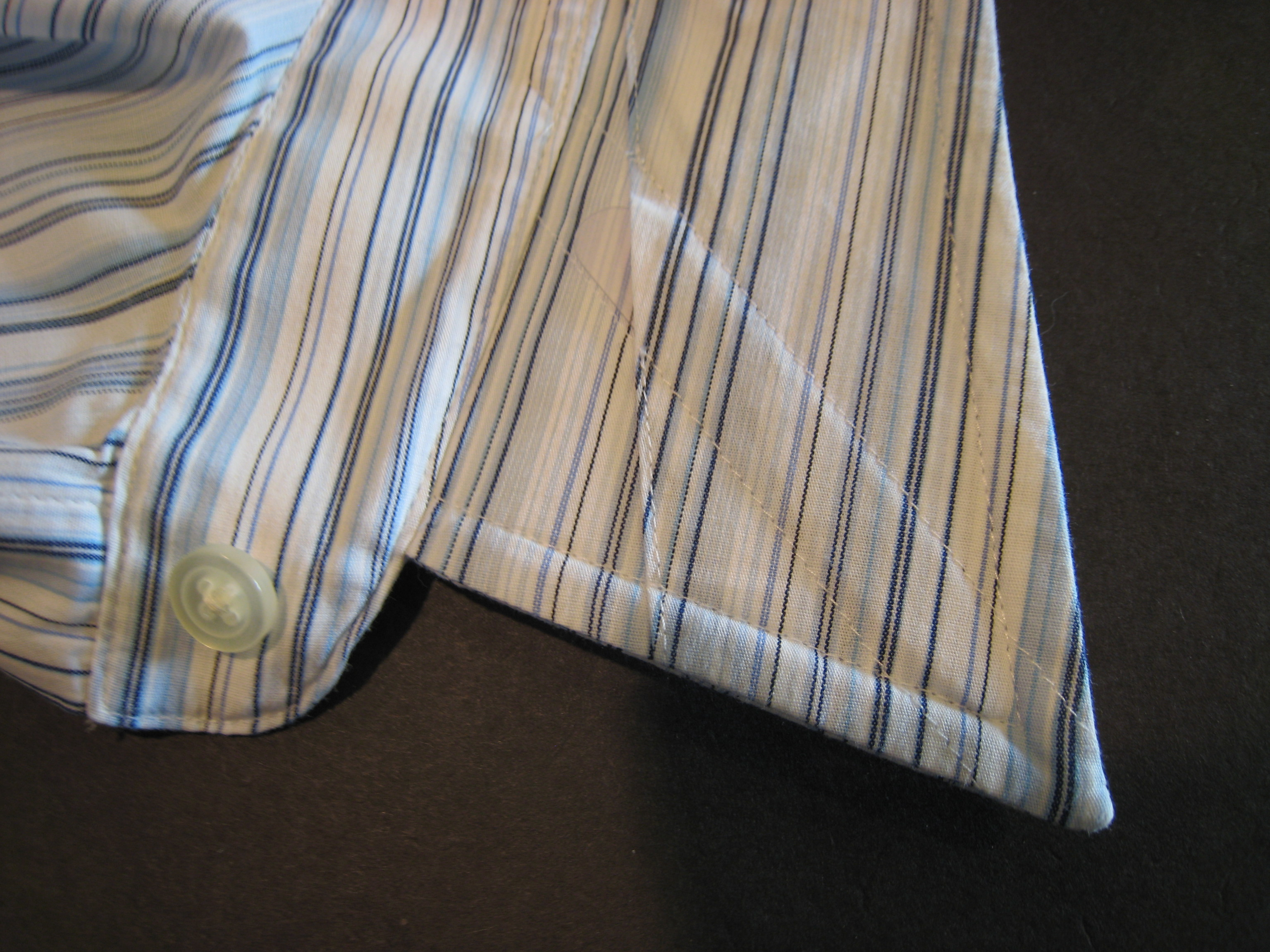
탈착식 칼라 스테이를 보여주는 남성 셔츠 깃의 밑면

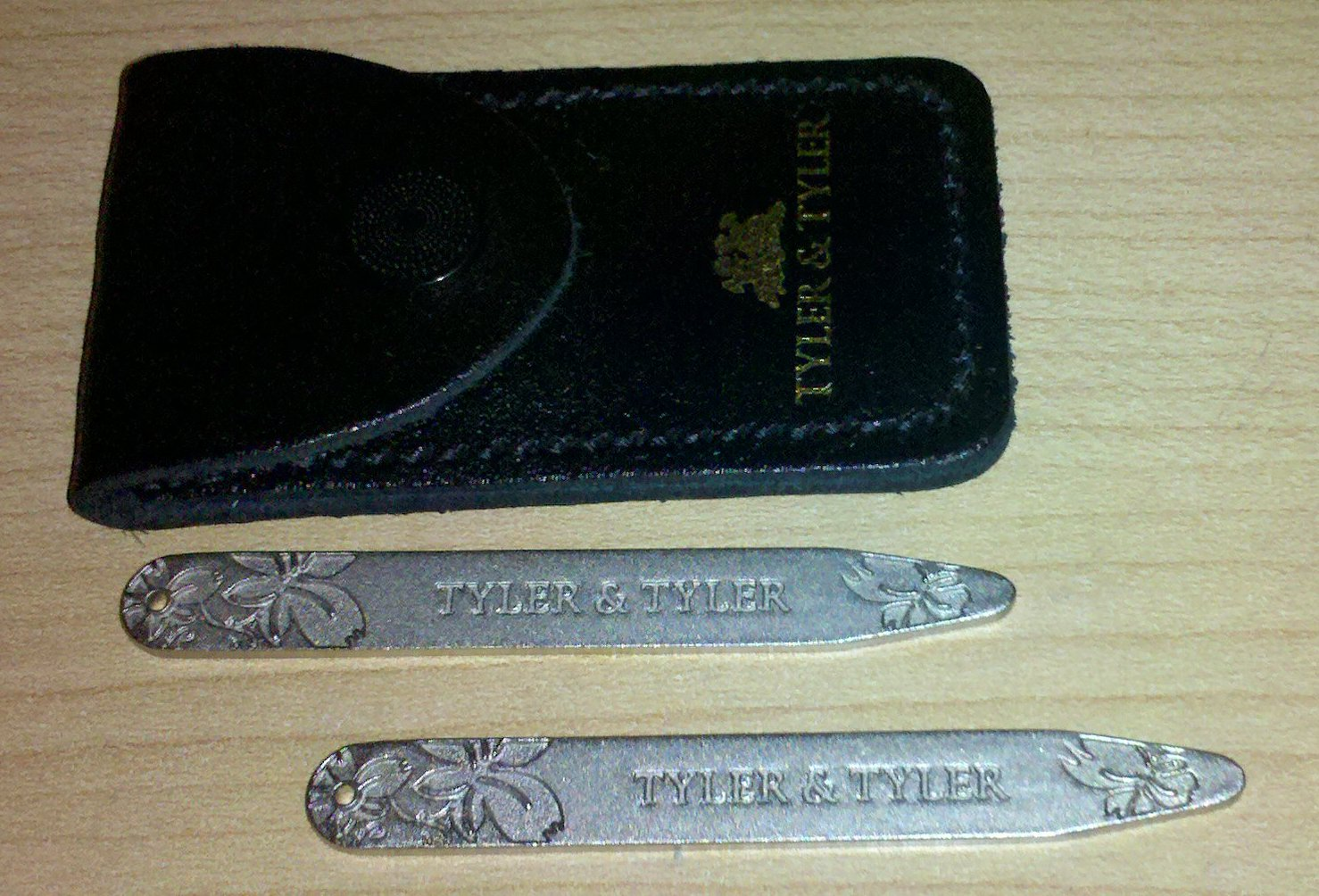
금속 칼라 스테이는 종종 플라스틱 칼라 스테이를 대체하는 데 사용된다.

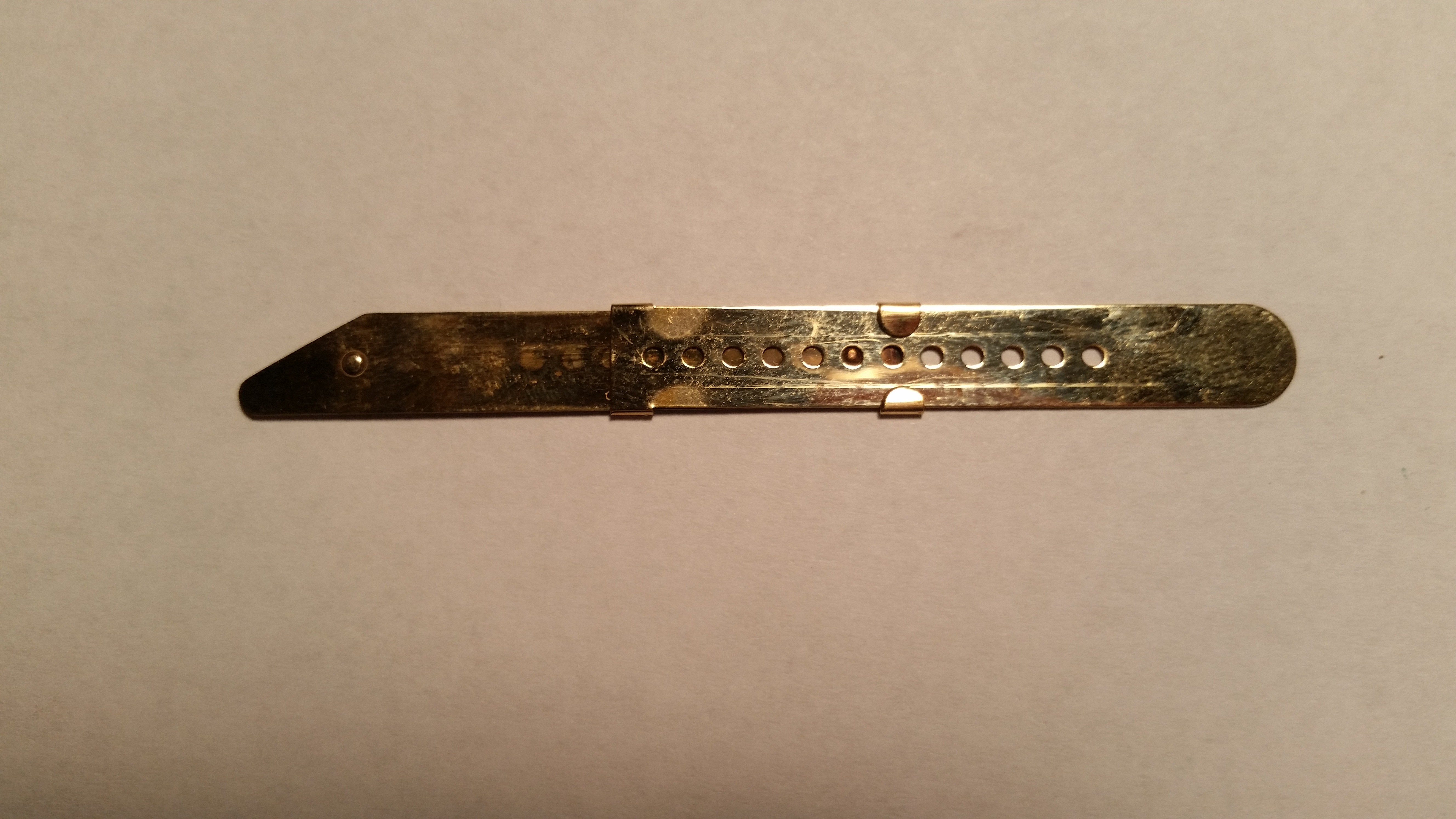
길이 조절이 가능한 칼라 스테이

칼라 스테이(collar stay)는 셔츠 액세서리로, 한쪽 끝은 둥글고 다른 쪽 끝은 뾰족한 단단한 재료의 매끄러운 스트립으로 구성되며, 셔츠의 칼라 밑면에 특별히 만들어진 주머니에 삽입하여 칼라의 끝 부분을 고정한다. 이 스테이는 칼라가 쇄골에 평평하게 놓이도록 하여 깔끔하게 보이고 올바른 위치에 유지되도록 한다. 칼라 스틱(collar stick), 칼라 본(collar bone, 영국 영어), 칼라 탭(collar tab, 영국 영어), 칼라 스티프너(collar stiffener) 또는 칼라 스티프(collar stiff)라고도 한다.
칼라 스테이는 금속 (황동, 스테인리스강, 스털링 실버 등), 뿔, 고래수염, 자개, 플라스틱을 포함한 다양한 재료로 만들어질 수 있다. 셔츠는 종종 구부러지면 결국 교체해야 할 수도 있는 플라스틱 스테이와 함께 제공되며, 금속 교체품은 이러한 문제가 없다.
칼라 스테이는 양품점, 원단 및 바느질 용품점, 남성 의류점에서 찾을 수 있다. 다양한 칼라 디자인에 맞게 여러 길이로 제조되거나, 칼라 스테이의 길이를 조절할 수 있도록 설계될 수도 있다.
전통적인 칼라 스테이에는 여러 변형이 있다. 일부 금속 칼라 스테이는 자석과 함께 판매되며, 이는 뻣뻣해진 칼라를 셔츠에 고정하는 데 사용된다. 다른 유형의 칼라 스테이는 한쪽 끝에 단추 걸이를 은밀하게 추가하여 드레스 셔츠의 작은 단추(예: 플래킷, 커프스 또는 버튼다운 칼라)를 잠그는 데 도움을 준다. 접착식 칼라 스테이는 칼라의 밑면에 붙여서 뻣뻣함을 더하거나 칼라 끝을 셔츠에 고정할 수 있다.
칼라 스테이는 드라이클리닝이나 다림질 전에 셔츠에서 제거해야 하는데, 세탁 과정에서 셔츠와 스테이 모두 손상될 수 있기 때문이다. 착용하기 전에 다시 끼워 넣는다. 칼라 스테이가 있는 셔츠를 다림질하면 칼라 원단에 칼라 스테이의 자국이 남을 수 있으므로 손상에 취약하다. 일부 셔츠는 칼라에 박음질되어 제거할 수 없는 스테이를 가지고 있다.
일부 드레스 셔츠는 클래식 셔츠 스테이보다 짧고 넓은 스테이와 함께 판매된다(예: 토미 힐피거). 클래식 스테이는 이러한 셔츠에는 사용할 수 없다.